# De Bernard de Fauconval

Wapen van de familie De Bernard de Fauconval

De Bernard de Fauconval (ook: De Bernard de Fauconval de Deuken) is een geslacht waarvan leden sinds 1843 tot de Belgische adel behoren.

## Geschiedenis
De bewezen stamreeks gaat terug tot Ambroise Bernard wiens zoon Jean Bernard in 1536 voor het eerst wordt vermeld vanwege zijn inschrijving als student aan de universiteit van Leuven. Op 31 mei 1843 verkreeg Charles de Bernard de Fauconval (1773-1857) adelserkenning met de titel baron, overdraagbaar bij eerstgeboorte. Op 15 juni 1959 verkreeg jhr. Jean de Bernard de Fauconval de Deuken (1921-2019), doctor in de rechten, secretaris-generaal van de 'Banque Italo-belge', enz., toelating om samen met zijn vader de titel te voeren.
Anno 2017 leefden er nog 37 mannelijke telgen, de laatste geboren in 2016.

## Wapenbeschrijvingen
- 1843: De sable, à la croix potencée d'or, accompagnée de quatre croisettes potencées de même. L'écu sommé de la couronne de baron pour le titulaire, et de celle de chevalier pour les autres descendants, surmonté d'un heaume d'argent, grillé, liseré et couronné d'or, fourré de gueules, aux hachements de sable et d'or. Cimier: une roue rompue à cinq rais d'or. Supports: deux griffons d'or.
- 1959: Van sabel, met een T-vormig en uitgeboord kruis gekantonneerd van vier T-vormige kruisjes alles van goud. Het schild overtopt met een helm van zilver, gekroond, getralied, gehalsband en omboord van goud, gevoerd en gehecht van keel, met dekkleden van sabel en van goud, en gehouden door twee griffioenen aanziende van goud, gewapend en getongd van keel. Helmteken: een wiel met vijf spaken van goud, gebroken aan de linkerzijde. Het schild getopt met een baronnenkroon voor de [titularis] en met een ridderkroon voor de andere nakomelingen.

## Enkele telgen
Herman Bernard de Fauconval, heer van Fauconval en van Deuken
- Charles baron de Bernard de Fauconval (1773-1857)
  - Edouard baron de Bernard de Fauconval (1806-1876)
    - Léopold baron de Bernard de Fauconval de Deuken (1854-1922), ingeschreven in de Burgerlijke Stand onder de naam De Bernard de Fauconval de Deuken waardoor nageslacht van deze linie die naam draagt
      - Ferdinand baron de Bernard de Fauconval de Deuken (1890-1969), burgemeester van Casteau
        - Jean baron de Bernard de Fauconval de Deuken (1921-2019), directiesecretaris van de Generale Maatschappij van België, 
          - Ir. Guillebert baron de Bernard de Fauconval de Deuken MBA (1955), chef de famille.

### Adellijke allianties
- De Cuvelier de Champion (1802), Veranneman (1842), De Borman (1865), Herwyn (1894), D'Oultremont (1920), Le Grelle (1923 en 1937), De Biolley (1935), De Hennin de Boussu de Walcourt (1937), Van Havre (1948), De Pierpont Surmont de Volsberghe (1949), De Biolley (1953), Du Bois de Bounam de Ryckholt (1953), Cogels (1956), Demeure (1957), Iweins d'Eeckhoutte (1957), Dumont de Chassart (1962), Terlinden (1973), Van der Straten Waillet (1974), De Mahieu (1979), De Radzitzky d'Ostrowick (1979), De Liedekerke (1980), De Lichtervelde (1983), Pirmez (1984), De Jamblinne de Meux (1987), D'Udekem d'Acoz (1987), De Walque (1990), Henry de Faveaux (1992), De Coppin de Grinchamps (1998), D'Ursel (1999), Simonis (2007), De Dorlodot (2013), Van der Elst (2015), De Hemptinne (2015)